# Carolyn Denning
Pour les articles homonymes, voir Denning.
Carolyn Denning (30 mai 1927 - 10 janvier 2016) est une pédiatre américaine dont les recherches se sont spécialisées dans la connaissance et le traitement de la fibrose kystique. Lorsqu'elle commence sa carrière de 40 ans, les personnes diagnostiquées avec la mucoviscidose atteignaient rarement la puberté — aujourd'hui, près de 50 % des personnes diagnostiquées aux États-Unis ont 18 ans ou plus.

## Enfance et éducation
Carolyn Denning est inspirée par son père, dont le rêve non réalisé était de devenir médecin. En grandissant, ses modèles féminins étaient principalement des enseignantes, et bien qu'elle ait supposé que ce serait sa carrière éventuelle, elle décide, avec le soutien de son père, de poursuivre la médecine. Elle fréquente l'université du Kentucky pour ses études de premier cycle, et l'université Tulane pour la faculté de médecine.

## Carrière
Après avoir obtenu son diplôme de la faculté de médecine de l'université Tulane en 1952, Carolyn Denning effectue son internat en pédiatrie, puis une bourse de recherche sur la fibrose kystique et la maladie cœliaque au Babies Hospital du Columbia-Presbyterian Medical Center à New York. Pendant son séjour au Babies Hospital, Carolyn Denning travaille avec le Dr Dorothy H. Andersen, le premier médecin à décrire la fibrose kystique comme une maladie. Après avoir travaillé au Babies Hospital pendant 20 ans, Carolyn Denning est transféré au St. Vincent's à New York.
Tout au long de sa carrière dans les deux hôpitaux, Carolyn Denning a concentré ses efforts sur la recherche de tous les aspects de la mucoviscidose et sur le traitement de la maladie, notamment la décoloration des dents, le métabolisme, l'hypertension pulmonaire et les aspects psychologiques et sociaux.
Carolyn Denning est directrice des centres de fibrose kystique et de maladies pulmonaires pédiatriques à la fois pour le Babies Hospital et le St. Vincent's Hospital and Medical Center. Elle est la première directrice de centre de fibrose kystique aux États-Unis à utiliser une approche d'équipe multidisciplinaire pour gérer la maladie.
En dehors de la recherche, Carolyn Denning enseigne la pédiatrie clinique dans plusieurs universités de New York, telles que l'université Columbia, la faculté de médecine de l'université de New York et le New York Medical College. Elle est la première femme à siéger au comité d'admission de Columbia ainsi que la première femme à présider le conseil consultatif médical de la National Cystic Fibrosis Foundation, dont elle est présidente et membre du conseil d'administration.
Carolyn Denning était également membre de la Society for Pediatric Research, de l'American Academy of Pediatrics et de l'American Thoracic Society.
Carolyn Denning décède d'un accident vasculaire cérébral en janvier 2016 à l'âge de 88 ans. Elle a laissé derrière elle ses quatre fils et son mari.